# مرير
المُرّير أو العُشبة المُرَّة أو الشوك (باللاتينية: Picris) جنس نباتي يتبع الفصيلة النجمية ويضم 44 نوعاً مقبولا و100 لم يحسم أمرها بعد، معظمها من النباتات ذات الأشواك.

## من أنواعهالواطنةفيالوطن العربي
- المرير البرقاوي (باللاتينية: Picris cyrenaica) في المغرب العربي
- المرير الجليلي (باللاتينية: Picris galilaea) في بلاد الشام
- المرير شائك الزغب (باللاتينية: Picris strigosa) في بلاد الشام وتركيا والقوقاز
- المرير الشاهق (باللاتينية: Picris rhagadioloides) في بلاد الشام ومصر والمغرب العربي وبعض مناطق حوض البحر الأبيض المتوسط
- المرير الصقري (باللاتينية: Picris hieracioides) في بلاد الشام وتركيا والقوقاز وأوروبا
- المرير طويل المنقار (باللاتينية: Picris longirostris) في بلاد الشام وسيناء
- مرير عماليق (باللاتينية: Picris amalecitana) في بلاد الشام ومصر وتركيا
- مرير كوتشي (باللاتينية: Picris kotschyi) في بلاد الشام وتركيا
- المرير المبيض (باللاتينية: Picris albida) في المغرب العربي